# 4939 Scovil
4939 Scovil è un asteroide della fascia principale. Scoperto nel 1986, presenta un'orbita caratterizzata da un semiasse maggiore pari a 2,5293906 UA e da un'eccentricità di 0,1551244, inclinata di 5,38217° rispetto all'eclittica.